# Ahrenshoop
Ahrenshoop es un municipio situado en el distrito de Pomerania Occidental-Rügen, en el estado federado de Mecklemburgo-Pomerania Occidental, al norte de Alemania.

## Demografía
Su población a finales de 2016 era de alrededor de 600 habs. y su densidad poblacional, 120 hab/km². Solía ser un pequeño pueblo pesquero, pero hoy en día es conocido por su turismo y como lugar de veraneo.

## Geografía
Ahrenshoop se encuentra al norte del distrito, en la península Fischland-Dars-Zingst, en una estrecha franja litoral de arena entre el mar Báltico y el bodden Saaler, a una altitud media de 3 m s. n. m.
Un brazo del mar lo separa de la costa sur de la isla de Falster, en el punto más meridional de Dinamarca en Gedser Odde.